# Gerd Nachbauer
Gerd Nachbauer (* 16. Juli 1951 in Hohenems) ist ein österreichischer Kulturmanager. Er ist seit 1976 Geschäftsführer und seit 1981 künstlerischer Leiter der Schubertiade in Vorarlberg.

## Leben
Im Juni 1972 gründete der zwanzigjährige Gerd Nachbauer die Mozartgemeinde Vorarlberg. Anfangs plante er, jährlich Konzertzyklen mit Werken Mozarts im Rittersaal des Palastes Hohenems durchzuführen; zunächst war ein Eröffnungskonzert mit Peter Schreier terminiert, der bereits ein Hauptwerk von Franz Schuberts Œuvre, Die schöne Müllerin, darbieten sollte.
1973 organisierte Nachbauer dann sein erstes Mozart-Konzert mit einer Auswahl aus dessen Ensemblewerken und nahm bereits Kontakt zu dem Bariton Hermann Prey und dessen Sekretär Christian Lange auf. Mit beiden gemeinsam wurde nach ersten Versuchen (Winterreise in Bregenz) und weiteren Erprobungsjahren zwischen 1974 und 1977 das Konzept einer chronologischen Gesamtdarbietung von Schuberts Schaffen zwischen 1978 und 1990 geplant.
Im Jänner 1975 gründete Nachbauer gemeinsam mit Preys Sekretär die Schubertiade Ges. m. b. H., aus der Lange jedoch bereits Anfang 1977 ausschied. Doch fanden 1976 dann die ersten offiziell unter dem Begriff Schubertiade firmierenden Konzerte statt. Preys Zusage zur Mitwirkung in den folgenden Jahren war wegen seiner gesundheitlichen Probleme über einen längeren Zeitraum hin fraglich. Nachbauer konnte jedoch die Wiener Philharmoniker unter Karl Böhm zur Mitwirkung in seiner zweiten Saison (1977) gewinnen. Prey dagegen gab am Ende eines seiner Konzerte 1980 bekannt, dass er die künstlerische Leitung des Festivals zurücklege, doch trat er 1981 nochmals bei der Schubertiade auf.
Seit dem Ausscheiden Preys aus dem Gremium der Festivalleitung ist Nachbauer neben seinen administrativen Funktionen auch künstlerischer Chef der Schubertiade, für die er ab 1983 regelmäßig Dietrich Fischer-Dieskau und Nikolaus Harnoncourt gewinnen konnte. Versuche, für den Konzertbetrieb weitere Säle in der Stadt Hohenems zu erschließen, schlugen zunächst fehl, sodass Nachbauer eine Reihe von Veranstaltungen auch in Feldkirch ansetzte, darunter ab 1985 Liederabende im Montforthaus und ab 1989 auch im Feldkircher Landeskonservatorium. Ab 1991 fanden dann alle Konzerte in Feldkirch statt, da der Palast Hohenems für die Schubertiade nicht mehr genügend verfügbar war.
In den folgenden Jahren erweiterte Nachbauer seinen Wirkungskreis bis Schwarzenberg und Bezau (Landpartien) und sogar über die Grenze bis nach Bayern (Lindau) und Baden-Württemberg (Schloss Achberg).
2005 gelang ihm die Übernahme der vom Architekten Hanns Kornberger entworfenen Hohenemser Turnhalle, die er für Konzertzwecke als Markus-Sittikus-Saal einrichten ließ, nun benannt nach dem aus Hohenems stammenden Salzburger Erzbischof Markus Sittikus von Hohenems.
Seit 2007 hat Nachbauer das Privatarchiv von Elisabeth Schwarzkopf (mit zahlreichen Beständen zur internationalen Musikgeschichte seit den 1940er Jahren und zum Manager der EMI, Walter Legge) aufgearbeitet.
2009 gründete Nachbauer in Hohenems ein Franz-Schubert-Museum, zuvor hatte er bereits eine Reihe von kleineren und größeren Ausstellungen initiiert, die vom Umfeld Schubert oder auch anderer Thematik inspiriert war. Regelmäßig begleiteten die Höhepunkte der Konzertsaison auch Ausstellungen, u. a. mit Werken der Künstler Robert Hammerstiel und Martha Griebler.
Für den 200. Geburtstag Schuberts (1997) hatte Nachbauer das Konzept einer internationalen Schubert-Ausstellung in Österreich (Vorarlberg), Liechtenstein und Deutschland unter dem Titel Schubert 200 entwickelt. Zu diesem Anlass wurden bei der Schubertiade dann auch Originalhandschriften Schuberts aus der Pierpont Morgan Library (New York) und zahlreichen öffentlichen und privaten europäischen Sammlungen präsentiert.

## Anerkennungen
- 1996: Toni-Russ-Preis